# Świątynia Słońca w Konarku

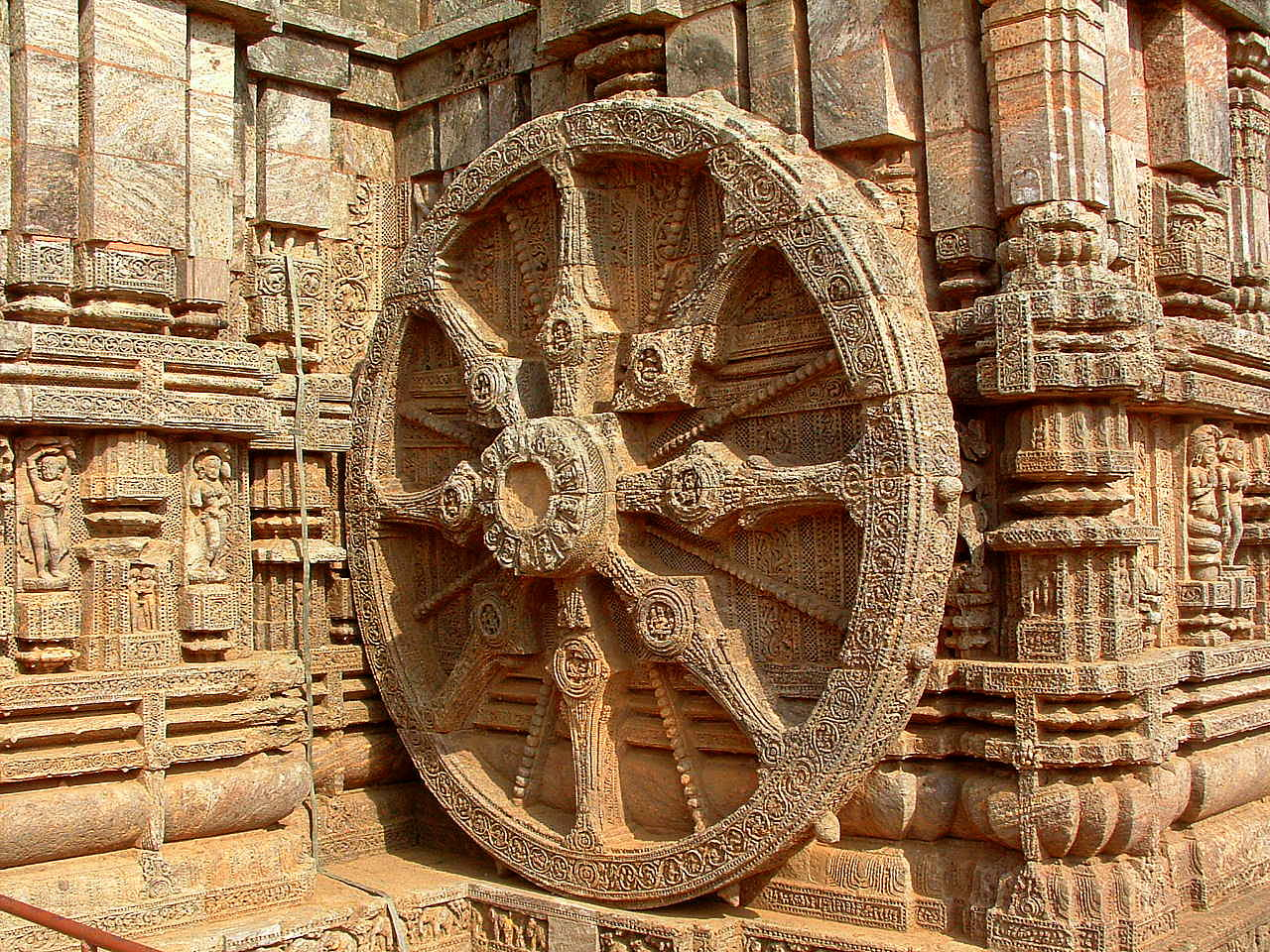
Jedno z kół świątyni Surji w Konarku – charakterystyczny element ratha

Świątynia Słońca (hindi: सूर्य मंदिर, orija: ସୂର୍ଯ୍ୟ ମନ୍ଦିର, ang. Sun Temple) – świątynia boga słońca Surji w miejscowości Konark w indyjskim stanie Orisa na wybrzeżu Zatoki Bengalskiej, zbudowana w 1278 przez króla Narasimha-Dewę I z dynastii Gangów.
Świątynia została ufundowana na pamiątkę zwycięstw króla nad muzułmanami władającymi Bengalem. Wedle tradycji mitologicznej wzniósł ją Samba, syn Kryszny w podzięce Surji za uleczenie z trądu. Jest znana, choć z architektonicznego punktu widzenia, niesłusznie, jako „Czarna Pagoda”.
Obecnie wieża świątyni znajduje się w ruinie, ale przed zniszczeniem sięgała 72 m. i była jedną z najwyższych w całych Indiach. Do czasów obecnych zachowała się przednia część świątyni, dostępna dla wiernych – dźagamohan. Świątynia ta jest największą z typu ratha, tj. rydwanu. Na jej bocznych ścianach znajdują się koła z piaskowca o trzymetrowej średnicy. Cała świątynia jest otoczona dekoracją rzeźbiarską i płaskorzeźbiarską. Jest ona wykonana w przeważającej części z piaskowca, a niektóre elementy z chlorytu, które nadają świątyni barwę rudą z zielonymi elementami. W masie rzeźb liczne są przedstawienia tancerek, par miłosnych, apsar i nagów. Elementy erotyczne są związane z funkcjonowaniem w owym czasie na tym terenie kultów tantrycznych. Wzdłuż dolnej części ścian biegnie fryz złożony z płaskorzeźbionych słoniątek, przedstawionych w bardzo licznych ujęciach. Świątynia w Konarak została wpisana w 1984 roku na listę światowego dziedzictwa UNESCO.